# Ле Конг Вињ
Ле Конг Вињ (10. децембар 1985) бивши је вијетнамски фудбалер.
Сматра се једним од најбољих вијетнамских фудбалера икада. Са 51 постигнутим голом је најбољи стрелац репрезентације. Такође је на врху листе играча са највише одиграних утакмица (83).

## Статистика
| Вијетнам | Вијетнам | Вијетнам |
| Год.     | Ута.     | Гол.     |
| -------- | -------- | -------- |
| 2004     | 10       | 7        |
| 2006     | 3        | 2        |
| 2007     | 13       | 7        |
| 2008     | 13       | 6        |
| 2009     | 3        | 1        |
| 2010     | 1        | 1        |
| 2011     | 5        | 7        |
| 2012     | 7        | 1        |
| 2013     | 1        | 0        |
| 2014     | 9        | 8        |
| 2015     | 5        | 1        |
| 2016     | 13       | 10       |
| Укупно   | 83       | 51       |